# Блэк, Элизабет
Элизабет «Элли» Блек (англ. Elsabeth «Ellie» Black; род. 8 сентября 1995, Галифакс) — канадская гимнастка, представляла страну на летних Олимпийских играх 2012 и 2016 годов, серебряный призёр чемпионата мира 2017 года в многоборье, победительница Игр Содружества 2014 года и Панамериканских игр 2015 года.

## Карьера

### 2009
Принимала участие в соревнованиях в Канаде в Oakville, Онтарио. Набрала 49.35 очков и заняла третье место в опорном прыжке с результатом в 12.925 очков.

### 2010
Участница чемпионата Канады в Камлупс, Канада. Заняла четырнадцатое место с 50.300 очками. Заняла третье место в опорном прыжке с 13.950 очками и была первой на бревне, набрав 14.500 очков.

### 2012
Заняла девятое место в многоборье чемпионата Канады с результатом 52.350 очков. Была третьей на бревне с 13.550 очками.
В апреле участвовала в чемпионате мира по спортивной гимнастике в Осиеке, Хорватия. Выиграла золото в опорном прыжке и в вольных упражнениях, набрав 14.575 и 13.725 очков соответственно.

#### Олимпийские игры в Лондоне 2012
Принимала участие в летних Олимпийских играх 2012 года в Лондоне, Великобритания. Блэк помогла канадской команде пройти в финал, в опорном прыжке набрала 14.366 очков.

### 2013
В летней Универсиаде 2013 года заняла четвёртое место в многоборье с результатом в 55.000 очков. Заняла четвёртое место в опорном прыжке и третье на бревне.
В 2013 году на Чемпионате мира по спортивной гимнастике была тринадцатой в многоборье и восьмой в вольных упражнениях.

### 2014
В 2014 году на играх Содружества финишировала четвёртой в составе команды и четвёртой в многоборье. В финале выиграла золото на бревне, серебро в опорном прыжке и была четвёртой на брусьях.
В 2014 году принимала участие в чемпионате мира по спортивной гимнастике в Наньнине, Китай. Её команда заняла 12-е место в квалификации, не сумев пробиться в командное первенство.

#### 2015
В июле 2015 года участвовала в Панамериканских играх, которые проходили в Торонто, Канада. Канадская команда с её участием завоевала серебряную медаль. В многоборье Блэк завоевала золотую медаль с 58.150 очками.

### 2016
Представляла Канаду на летних играх 2016 года в Рио-де-Жанейро. Команда не смогла выйти в финал, однако Элли в квалификации в индивидуальном многоборье заняла 5-е место с 58.298 очками.